# 杨梅岭水库
杨梅岭水库是中国浙江省宁波市宁海县境内的一座水库，位于凫溪上，建于1960年。水库正常库容为655万立方米，集雨面积为176平方千米，海拔为20米。